# 美味季节
《美味季节》是buddy编绘的漫画，是在作者大学毕业那年，就是2004年开始画的。连载在《漫友·动画100》发表。但因为作者留学的原因曾停载了两年。两年后作者留学归来在《科幻画报·LOVELY100》恢复连载。海外也有英语版。2004年在美国推出单行本第一册。2007年在《漫友》上刊登，在2008年推出正式的中国版单行本。被说是“平胸女用厨艺征服高富帅”的故事。